# Konserwacja zapobiegawcza
Konserwacja zapobiegawcza – jedna z proaktywnych strategii utrzymania ruchu, polegająca na zapobieganiu awariom sprzętu.
W odróżnieniu od konserwacji korygującej, polegającej na naprawie albo wymianie zepsutych części lub maszyn, w konserwacji zapobiegawczej dokonuje się systematycznych zabiegów konserwacyjnych (smarowanie, czyszczenie, regulacja) oraz wymiany części, niezależnie od stopnia zużycia, według harmonogramu (co określony czas albo po przepracowaniu przez dany element zaplanowanej ilości motogodzin).
Zestaw prac do wykonania i ich częstotliwość określa się na podstawie zaleceń producenta danego sprzętu.